# Tournoi de Wimbledon 1887
 (décembre 2023).
Si vous disposez d'ouvrages ou d'articles de référence ou si vous connaissez des sites web de qualité traitant du thème abordé ici, merci de compléter l'article en donnant les références utiles à sa vérifiabilité et en les liant à la section « Notes et références ».
Résultats du Tournoi de Wimbledon 1887.

## Simple messieurs
Finale : Herbert Lawford  Royaume-Uni bat Ernest Renshaw  Royaume-Uni 1-6, 6-3, 3-6, 6-4, 6-4

## Simple dames
Finale : Lottie Dod  Royaume-Uni bat Blanche Bingley  Royaume-Uni 6-2, 6-0